# Maurliden
Maurliden är en numera nedlagd by i norra delen av Norsjö kommun i Västerbottens län.
Byanamnet Maurliden registrerades 1804. Det första huset med fast bosättning byggdes 1808 av nybyggaren Lars Olofsson, född 1772. Han avled 1862, vid 90 års ålder.   
Elektriciteten kom till byn 22 december 1960. 
Den sista verksamma bonden flyttade med sin familj från Maurliden 1970. 
1 juni 1978 startade en brand när en blixt slog ner i en transformatorstation och gnistor antände det torra gräset. Totalt brann elva hus ner till grunden. Elden utvecklades till en skogsbrand innan den kunde släckas av brandmanskapet. 
Maurlidengruvan ingår i  Skelleftefältet och sedan år 2000 fanns här en gruva som drevs av Boliden AB., Gruvan är nedlagd sedan 2019.